# موسیقی از آیدل
موسیقی اصلی که توسط خواننده کانادایی د ویکند برای مجموعه تلویزیونی درام آیدل از شبکه اچ‌بی‌او (او همچنین آن را ساخته و در آن بازی کرده است) در سال ۲۰۲۳ ساخته شده است، شامل شش آلبوم چندآهنگه جداگانه است که بین ۹ ژوئن ۲۰۲۳ و ۳ ژوئیه ۲۰۲۳ منتشر شدند. در ابتدا قرار بود این موسیقی به صورت یکجا در ۳۰ ژوئن ۲۰۲۳ به عنوان یک آلبوم موسیقی متن با عنوان آیدل، قسمت ۱ (انگلیسی: The Idol, Vol. 1) از طریق ایکس‌او و ریپابلیک رکوردز منتشر شود، اما در ۸ ژوئن ۲۰۲۳ اعلام شد که هر آلبوم چندآهنگه که شامل آهنگ‌های اصلی و موسیقی بی‌کلام از این مجموعه هستند، پس از هر قسمت یا پیش از هر قسمت منتشر خواهد شد. موسیقی متن به‌طور کلی تحت تولید اجرایی خود د ویکند بوده و آلبوم‌های چندآهنگه شامل حضور هنرمندانی همچون مایک دین، لی‌لی-رز دپ، سوزانا سان، فیوچر، موزس سامنی، جنی، رمزی، لیل بیبی و تروی سیوان است.